# Étienne Jodelle

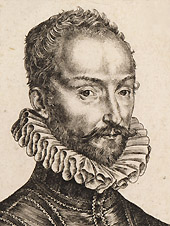
Étienne Jodelle

Étienne Jodelle (Parijs, 1532 - aldaar, 1573) was een Frans dichter, dramaturg en een van de leden van de Pléiade. Tegenwoordig is hij nauwelijks nog bekend.

## Biografie
Nadat Jodelle eerst vanuit Lyon naar Parijs was verhuisd, werkte hij daar nauw samen met Jean-Antoine de Baïf, Nicolas Denisot, Rémy Belleau en de mecenas Jean de Brinon. Aan het begin van 1553 voerde hij eerst voor de koning en vervolgens voor het Collège de Boncourt de eerste humanistische tragedie (Cléopâtre captive) en de eerste humanistische komedie (L'Eugène) op.
In 1558 kreeg Jodelle van het Parijse stadsbestuur de opdracht een toneelvoorstelling te organiseren ter ere van koning Hendrik II die net Calais had veroverd. De opvoering misluke, waarna Jodelle ter dood zou zijn veroordeeld. Hij ontvluchtte het Hof, maar keerde er later toch weer terug.

## Werken
- L'Eugène (1553)
- Cléopâtre captive (1553)
- Didon se sacrifiant (tegen 1555) gedeeltelijk gebaseerd op de Aeneis van Virgilius (IV).
- Les Amours et autres poésies (fr) Tekst online

### Moderne uitgaven
- Didon se sacrifiant, uitgegeven door J.-C. Ternaux, Paris, Champion, 2002
- Œuvres complètes, uitgegeven door E. Balmas, Paris, Gallimard, 1968